# ویلیام هنری جکسون

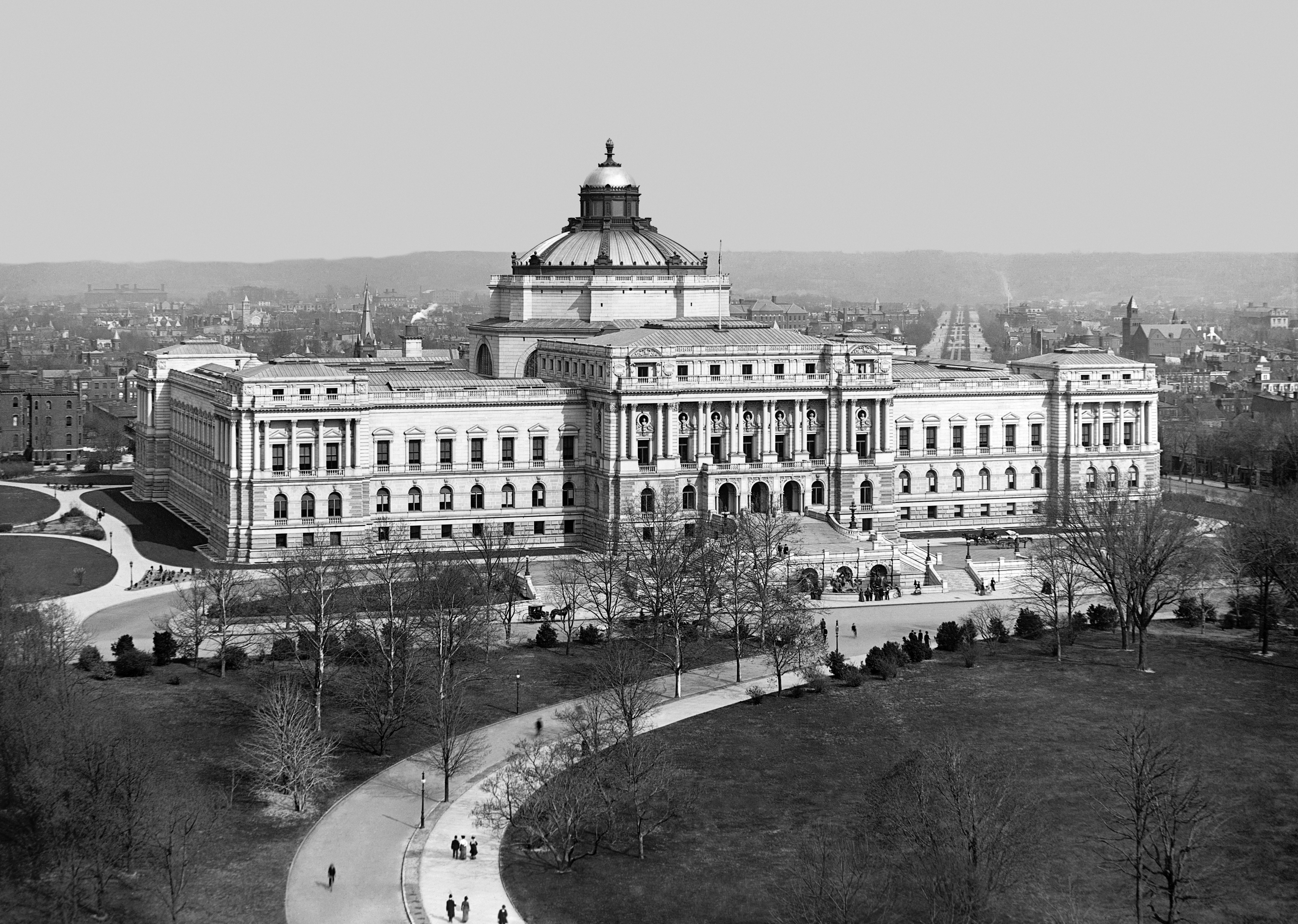
نگاره‌ای ثبت‌شده توسط ویلیام هنری جکسون در حوالی سال ۱۹۰۲ از ساختمان توماس جفرسون کتابخانهٔ ملی کنگرهٔ آمریکا.

ویلیام هنری جکسون (به انگلیسی: William Henry Jackson) ‏(۴ آوریل، ۱۸۴۳ - ۳۰ ژوئن، ۱۹۴۲) نقاش آمریکایی، و عکاس سازمان زمین‌شناسی در زمان جنگ داخلی و یک کاشف بود که برای تصاویر خود از غرب آمریکا و زندگی سرخ‌پوستان معروف است.
جکسون هفت مدال برای عکس‌هایی که در نمایشگاه صدسالهٔ فیلادلفیا به نمایش درآمد به‌دست آورد.
جکسون هر بار دوربین‌های بزرگ‌تری با خودش می‌برد و دریافته بود که دورنماهای وسیع به تصویرهای تا حد امکان بزرگ نیاز دارند. در آن روزها، بزرگ کردن تصویر ممکن بود، اما به‌سختی عملی می‌شد. جکسون، علاوه بر ضبط این دورنماهای باشکوه، محل زندگی سرخپوستان قدیم را در نواحی کوهستانی جنوب‌غربی کشف کرد و از آنها عکس گرفت.
از این که باستان‌شناسان قدر کارش را می‌دانند به‌خودش می‌بالید و مقالهٔ عالمانه‌ای برای «خبرنامه هیئت بررسی زمین‌شناسی ایالات متحده» با عنوان «ویرانه‌های باستانی آریزونا و یوتا» نوشت.
جکسون مسئول نمایشگاه صد سالهٔ سال ۱۸۷۶ هیئت هم بود و در این نمایشگاه کارهای دستی سرخ‌پوستان و الگوهای کوچک‌شدهٔ دهکده‌های سرخ‌پوستان و ویرانه‌های آثار باستانی که خود جکسون از روی عکس‌ها و یادداشت‌هایش ساخته بود به نمایش درآمد. به‌خاطر اهمیت این نمایشگاه، جکسون در طول این سال در محل نمایشگاه حضور داشت و به پرسش‌های بازدیدکنندگان پاسخ می‌گفت.

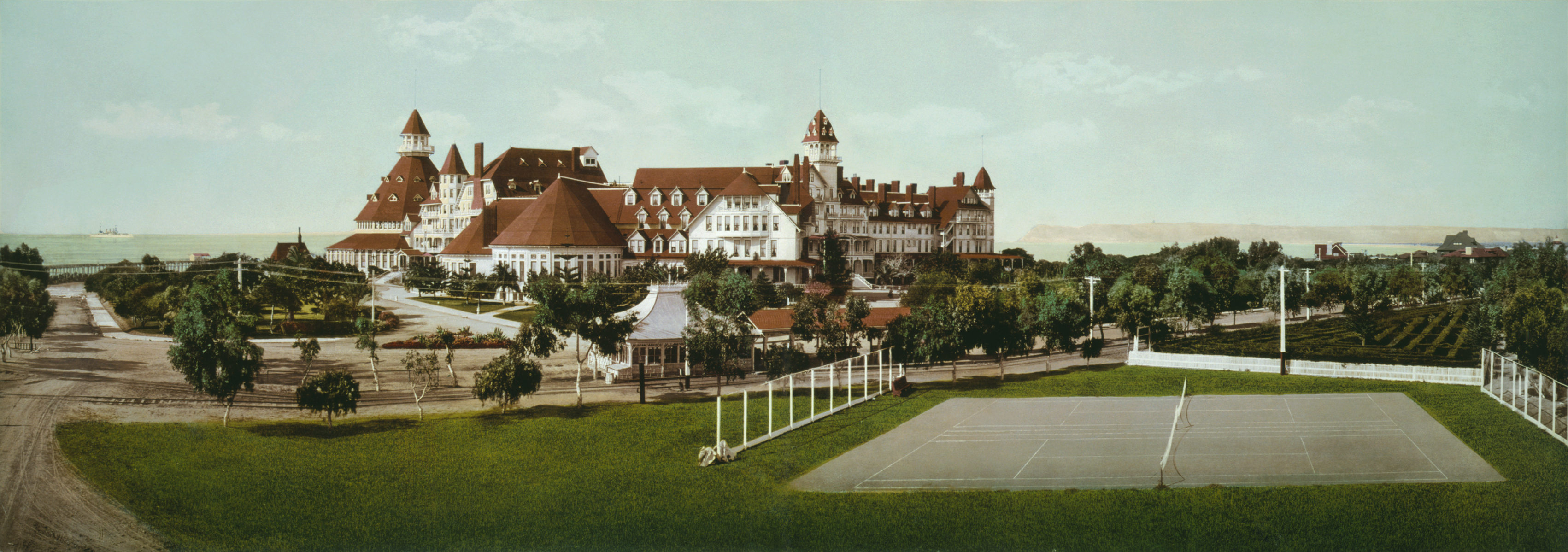
هتل دل کورونادو این تصویر در سال ۱۹۰۰ توسط ویلیام هنری جکسون پدید آمده است.

## پیشینه
ویلیام هنری جکسون در ۱۸۴۳ زاده شد و از کودکی دلبستگی عمیقی به تصاویر داشت. مادرش، که نقاشی می‌کرد، به او آموزش می‌داد و تا پیش از بیست سالگی، با نقاشی پنجره‌ها، دکور تئاترها و دیوارکوبهای سیاسی پول در می‌آورد. پس از پایان تحصیلاتش در تروی نیویورک- که در آن هنگام محل اقامت خانواده‌اش بود-کاری در یک نگارخانه عکاسی پیدا کرد و پس از مدتی توانست کار دیگری در نگارخانه فرانک موری، در شهر روتلند- ورمونت-بدست بیاورد.
کار حرفه‌ای جکسون که تازه داشت روی غلتک می‌افتاد با بروز جنگ داخلی متوقف شد.
ویلیام هنری جکسون کار هنری‌اش را بعنوان عکاس غرب آمریکا درست پس از پایان گرفتن جنگ داخلی آغاز کرد، و از همان هنگام بود که در آمریکای متحد شده، به اکتشافات منظم نواحی وسیع غرب کشور-میان رودخانهٔ میزوری و نوادا-پرداخت.
او از سال ۱۸۷۰ تا ۱۸۷۸، عکاس «هیئت بررسی زمین‌شناسی و جغرافیایی ایالات متحده» بود و همراه با زمین‌شناسان، مردم‌شناسان، باستان‌شناسان، طبیعی‌دانان و کارشناسان دیگر، به سفرهای دور و دراز و دشوار رفت. عکس‌هایی که او و همکارانش، در هیئت‌های بررسی مشابه، به شرق بازآوردند تصویر روشنی از سرزمین و زندگی بومیان غرب آمریکا نشان می‌داد.
جکسون علاوه بر سفرهای اکتشافی‌اش، در نگارخانه اوماها، در میان صخره‌های کاغذی و برگ و گیاه مصنوعی از سرخ‌پوستان عکس می‌گرفت. یکی از اولین عکس‌هایی که از او در دست هست او را در حالی نشان می‌دهد که در مقابل چادری که کار تاریکخانه را می‌کرده ایستاده‌است و وسایل کارش را آماده می‌کند.